# 新興際華集團
新興際華集團有限公司，簡稱新興際華集團、以及新興際華，於1971年由前身為「中国人民解放军铁道兵2672工程指挥部」、「新兴铸管（集团）有限责任公司」，以及「新兴铸管集团有限公司」合并成立。

## 历史
1971年，中央军委(71)军字第66号文件批准中国人民解放军铁道兵兴建钢铁厂。同年，中国人民解放军总后勤部将全军新建工厂统一编号，将铁道兵新建的钢铁厂代号取为中国人民解放军铁道兵2672工程指挥部。中国人民解放军铁道兵2672工程指挥部为正师级单位。1979年，工厂将太行钢铁厂作为第二厂名，以方便出口。1983年，中国人民解放军铁道兵撤销，2672工程指挥部改属总后勤部。1986年，总后勤部军需生产管理部发布(86)生劳字第554号文件，去掉代号中的“工程指挥部”，工厂的代号改为中国人民解放军第二六七二工厂。根据1993年总后勤部(1993)后生字第595号文件，工厂的第二厂名由太行钢铁厂改为新兴铸管联合公司。
1995年，新兴铸管联合公司入选全国首批百户建立现代企业制度试点单位。中国人民解放军总后勤部、国家经济贸易委员会随后发布(1995)后生字第557号文，批准新兴铸管联合公司改制，成为国有独资有限公司。保留中国人民解放军第二六七二工厂厂名，命名为新兴铸管（集团）有限责任公司，作为中国新兴（集团）总公司的子公司，1996年8月5日正式挂牌。1997年，新兴铸管（集团）有限责任公司独家发起成立新兴铸管股份有限公司，于该年6月6日在深圳证券交易所挂牌上市。
2000年10月，新兴铸管集团与总后勤部军需部工厂局（副军级）进行整合，实行一套机构、两块牌子。总后勤部军需部工厂局部室作为集团机关，总后勤部所属的78户军需企业与事业单位划归新兴铸管集团管理。此后，新兴铸管集团还接收了中国人民武装警察部队、大军区、军兵种的一些军需企业。2001年9月，新兴铸管集团脱离部队体系，移交地方，成为中央企业。2010年12月更名新兴际华集团有限公司。

## 业务
現時業務於國內除了經營鋼鐵銷售及生產外，還包括纺织服装、专用设备制造等。主要品牌包括「新兴」、「际华」、「强人」、「福龙」、「3502」、「3517」、「3537」等，旗下上市公司包括新興鑄管股份有限公司（000778.SZ）、際華集團股份有限公司（601718.SH）、海南海药股份有限公司（000566.SZ）。